# Fugger vom Reh
Das schwäbische Kaufmannsgeschlecht der Fugger, seit dem 14. Jahrhundert in Augsburg ansässig, spaltete sich im 15. Jahrhundert in zwei Familien auf: die Fugger von der Lilie und die Fugger vom Reh, die nach der Aufteilung des Familienvermögens im Jahr 1455 getrennte Wege gingen.
→ Zur gemeinsamen Geschichte siehe den Übersichtsartikel Fugger.
Die Familienfirma der Fugger „vom Reh“ wurde Ende des 15. Jahrhunderts zahlungsunfähig. Die Fugger „vom Reh“ arbeiteten später nicht selten für die Fugger „von der Lilie“. Vereinzelt machten Mitglieder der Familie Fugger „vom Reh“ auch nach dem Konkurs der Reh-Firma in Nürnberg, Prag, Breslau oder auch in Augsburg Karriere.

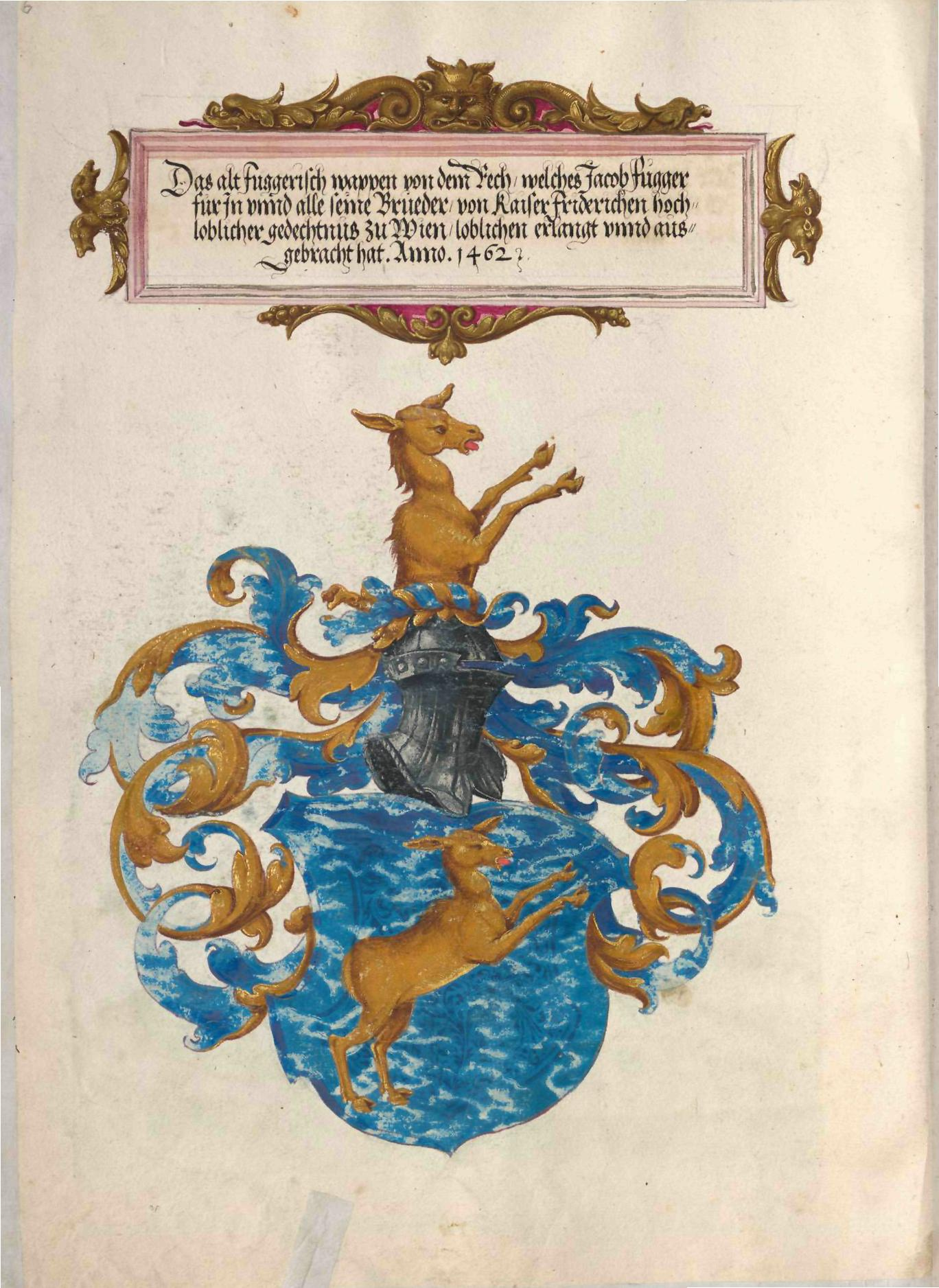
Wappen der Linie Fugger vom Reh im Ehrenbuch der Fugger, 1545/49

## Wappen

Wappen von Graben

Das Wappen der Linie der Fugger vom Reh zeigt ein goldenes springendes Reh auf blauem Grund. Auf dem Helm mit blau-goldenen Decken das Reh wachsend.
Die Symbole der beiden Fuggerlinien „Fugger von der Lilie“ und „Fugger vom Reh“ wurden im Gemeindewappen von Graben vereinigt.

## Geschichte der Fugger

### fuckeradvenit
Schon die ersten Fugger waren wohl keine Weber mehr, sondern zählten zu den Weber-Verlegern: Kaufleute, die für die finanzschwachen Handwerker am Webstuhl das Rohmaterial – vor allem die Baumwolle aus Italien – einkauften und vorfinanzierten. Nach Augsburg zog es den ersten Fugger wohl deshalb, weil es dort einen Markt und über die Römerstraße Via Claudia Augusta auch einen Handelsweg für die in Venedig erworbene Baumwolle gab. Im Jahre 1367 wanderte Hans Fugger – laut Fugger'schem Ehrenbuch stammte er aus dem Dorf Graben – in Augsburg ein. Im Augsburger Steuerbuch ist festgehalten: „fucker advenit“ (lat. für „Fugger ist angekommen“). Hans Fugger wurde bereits 1386 der Zunftmeister der Augsburger Weber. Vermutlich – so die neuere Forschung – hat er selbst schon damals oder nur wenige Jahre später Baumwolle in Venedig eingekauft.

### Trennung der Familienstämme
Hans Fugger hatte zwei Söhne:
- Jakob der Ältere, Stammvater der Fugger von der Lilie
- Andreas, Stammvater der Fugger vom Reh

Das zwischen 1545 und 1549 gestaltete „Ehrenbuch der Fugger“ hat die Legende aufkommen lassen, die Firma des Andreas Fugger hätte einen raschen und prachtvollen Aufstieg genommen, während Jakob der Alte seine Firma langsam und vorsichtig ausgebaut habe. Die neuere Forschung hat diese Darstellung widerlegt. Die Firma der Fugger „von der Lilie“ war bereits früh erfolgreicher als die der Verwandtschaft „vom Reh“. Das Unternehmen der Fugger „vom Reh“ betrieb allerdings bereits um die Mitte des 15. Jahrhunderts Handel zwischen den deutschen Hansestädten, Antwerpen und London, Mailand und Venedig, Leipzig und Frankfurt a.d. Oder. 1462 bekamen Lukas Fugger und seine Brüder ihr Wappen mit dem Wappenbild eines springenden Rehs verliehen. Für die Zahlungsunfähigkeit der Firma der Fugger „vom Reh“ sorgte letztlich eine einzige Fehlentscheidung, ein ungenügend abgesicherter Kredit an Erzherzog Maximilian I. Für seine Schulden ließ der Habsburger die Stadt Leuwen bürgen, bei der die Forderungen der Fugger „vom Reh“ dann jedoch nicht einzutreiben waren. In den letzten Jahren des 15. Jahrhunderts gerieten die Fugger „vom Reh“ deshalb in Zahlungsschwierigkeiten, ihre Firma ging bankrott.

### Weitere Entwicklung des Stammes „Fugger vom Reh“
Mit dem Bankrott durch Lukas Fugger vom Reh (+ um 1512) war die Geschichte des älteren Fuggerstammes jedoch keinesfalls beendet. Mitglieder der in vier durch die Söhne von Andreas dem Reichen (1397–1459) begründeten Unterstämme zergliederten Familie machten durchaus bemerkenswerte Karrieren, zum Teil auch unterstützt von den Vettern aus dem Stamm der Fugger von der Lilie. So brachte es Johann Christoph Fugger (1561–1612) zum Hofkanzleischreiber in Prag. In dieser Funktion nahm er am 1594 in Regensburg abgehaltenen Reichstag teil. Auch Stephan Fugger († 1602) vom Reh findet sich in der Teilnehmerliste als „Obrister Steyerherr“. Stephan Fugger war ein Enkel von Jakob Fugger vom Reh (um 1430–1518), der im Jahre 1462 gemeinsam mit seinen Brüdern Lukas (1439 – nach 1512), Matthäus (1442 – um 1490) und Hans (1443–1501) das Rehwappen von Kaiser Friedrich III. verliehen bekam. Johann Christoph Fugger war ein Enkel des Gastel Fugger vom Reh (1475–1539), der 1529 nobilitiert worden war. Er und Stephan Fugger erhielten im Jahre 1594 eine Adelsbestätigung. Drei der vier Unterstämme der Fugger vom Reh starben nach heutiger Erkenntnis jedoch schon früh aus. So erlischt der Jakob-Unterstamm im Mannesstamm im Jahre 1602, der Lukas-Unterstamm bereits im Jahre 1576 und von Hans Fugger sind ab 1612 keine Nachkommen mehr nachweisbar. Lediglich der durch Matthäus Fugger, dem dritten Sohn von Andreas dem Reichen begründete Unterstamm blüht bis heute. Prominentester Vertreter dieses Unterstammes war Sebastian Fugger (1470 od. 72 – vor 1546(?)), der sich aus Augsburg kommend etwa um 1495 zunächst in Breslau niederließ. Er war Kaufmann und später Kämmerer in Neiße. Seine Söhne Jakob (lebt 1555), Hans (lebt 1534) und Andreas (1507–1573) waren im schlesischen Erz- und Kupferbergbau tätig und hatten zunächst durchaus Erfolge als Montanunternehmer, vor allem mit eigenen Gruben im schlesischen Eulengebirge. 1547 wurden die Söhne des Sebastian in den Adelstand erhoben. Georg Fugger (1547 – um 1600), ein Sohn des Andreas Fugger verpasste jedoch den rechtzeitigen Rückzug aus dem Bergbaugeschäft, als die Erträge rückläufig und viele Bergwerke in Schlesien geschlossen wurden. Er verschuldete sich und riss den Rest der Familie mit ins finanzielle Verderben. Im Jahre 1599, ziemlich genau 100 Jahre nach dem Bankrott des Lukas Fugger, erlebte die Familie Fugger vom Reh ihr zweites finanzielles Desaster, von dem sie sich diesmal nicht erholen sollte. Die Fugger von der Lilie griffen ihren nun zum zweiten Male im Handel gescheiterten Vettern nur noch in Einzelfällen finanziell unter die Arme. Das Familienvermögen war dauerhaft verloren und so lebten die Fugger vom Reh ab etwa 1630 in bürgerlichen Verhältnissen und erlernten vorwiegend Handwerksberufe. Die Nachkommen des einst wohlhabenden älteren Stammes der Fugger waren bis 1945 im heute polnischen Schlesien ansässig. Der verlorene Zweite Weltkrieg vertrieb sie aus Schlesien, wo die Familie ca. 450 Jahre ansässig gewesen war. Der letzte Vertreter der Familie Fugger verließ Schlesien im Jahre 1947. Die Fugger vom Reh finden sich heute über ganz Deutschland verteilt, einige Vertreter der Familie sind auch in die USA und nach Brasilien ausgewandert. Der vollständige Familienname „Fugger von dem Rech“ (Rech = spätmittelhochdeutsch für Reh) wird heute nur noch von Markus Fugger und seiner Frau geführt, alle anderen Familienmitglieder heißen „Fugger“, ein Familienzweig trägt den Namen „Fogger“, der im 15. Jahrhundert wohl durch einen Übertragungsfehler entstand.

## Wichtige Familienmitglieder der „Fugger vom Reh“
Die Hauptvertreter der Familie waren:
- Hans Fugger (gemeinsamer Stammvater beider Stämme, in Augsburg 1367–1408)
  - Andreas Fugger (1397 – 1457), Stammvater der „Fugger vom Reh“
    - Jakob Fugger (* 1430)
    - Lukas Fugger (* 1439)
    - Matthäus Fugger (* 1442)
      - Sebastian Fugger (* 1470/72)
        - Andreas Wilhelm Hieronimus Fugger (1507–1573)
          - Georg Wilhelm Sebastian Raymund Fugger (1547–um 1600)

      - Ulrich Fugger (1524–1586)

    - Hans Fugger (* 1443)
      - Gastel Fugger (1475–1539)
        - Wolfgang Fugger (1519/20–1568)
          - Johann Christoph Fugger (1561–1612)

### Andreas Fugger
Andreas Fugger gilt als Stammvater dieser Linie der Fugger. Zusammen mit seiner Frau Barbara Stammler vom Ast zog er neben fünf Töchtern vier Söhne – Jakob (* 1430), Lukas (* 1439), Matthäus (* 1442) und Hans (* 1443) – groß, die den Fortbestand der Linie sichern sollten. Der Name „vom Reh“ entstammt dem Symbol auf dem ersten Wappen der Familie, welches sie von Kaiser Friedrich im Jahr 1462 verliehen bekamen. War Andreas noch ein sehr erfolgreicher Geschäftsmann mit hohem Ansehen in Augsburg und weit darüber hinaus, begann doch schon in der nächsten Generation der Niedergang der Linie Fugger vom Reh.

### Lukas Fugger
Lukas I., ein Sohn des Andreas und Chef des Familienunternehmens, der zunächst sehr erfolgreich agierte und die Fugger vom Reh zu einer wahren Handelsmacht hatte werden lassen, übernahm sich bei Geschäften mit den Habsburgern und scheiterte schließlich an der Rückzahlungsweigerung Maximilians für ein Darlehen. Die gegebene Sicherheit in Form der Stadt Löwen erwies sich als wertlos, da er diese nicht zur Haftung zwingen konnte. Maximilian überspitzte dies, indem er Lukas und seine Nachfolger zu „Titularkönigen von Atlantis“ erhob.

### Ulrich Fugger
Nur wenige Angehörige der Familie Fugger vom Reh erlangten noch nach dem Bankrott der Familie Geltung. So wurde Ulrich Fugger (1524–1586), ein Enkel des Matthäus Fugger, Mitte des 16. Jahrhunderts Bürgermeister von Augsburg.

### Hans Fugger
Besser als Lukas Fugger erging es auch dem jüngsten der vier Söhne des Andreas, Hans Fugger vom Reh. Er wurde bereits 1496 in die Dienste der Fugger von der Lilie, der letztlich erfolgreicheren Linie des Hauses Fugger, übernommen und gelangte zu Ansehen, unter anderem wurde er schon 1494 Gassenhauptmann in Nürnberg. Er starb 1503 in der Fuggerau, einer Bleihütte in Arnoldstein.

### Gastel Fugger
Der älteste Sohn des Hans, Gastel (1475–1539), war ebenfalls als Kaufmann in Diensten der Fugger von der Lilie, er kam durchaus zu Wohlstand und war ein stolzer Mann. Im Jahre 1529 wurden Gastel Fugger und seine Familie in den erblichen Adelsstand erhoben, das Wappen der Fugger vom Reh wurde mit einer goldenen Krone und einem Bügelhelm, den heraldischen Zeichen des Adels, versehen. 1537 ist er als Faktor in der Fuggerau nachgewiesen. Gastel Fugger vom Reh starb im Jahre 1539.

### Wolfgang Fugger
Von seinen Kindern tat sich besonders Wolfgang Fugger hervor. Er lebte von 1519/20 bis 1568, war verheiratet mit Margaretha Tetzel und hatte elf Kinder.
Wolfgang Fugger war ein ausgezeichneter Schreibmeister, unter anderem brachte er im Eigenverlag in Nürnberg eine der frühesten gedruckten Schreibvorlagen heraus, was ihn bekannt machte und ihm Ansehen verschaffte. Im Jahre 1547 erhielt er eine Adelsbestätigung.

### Johann Christoph Fugger
Schon 65 Jahre später jedoch starb diese Linie mit dem Tode des Johann Christoph Fugger aus. Dieser Sohn des Wolfgang Fugger brachte es unter anderem als Kanzleischreiber und „Registrant“ am kaiserlichen Hof in Prag zu hohem Ansehen. Im Jahre 1594 erhielt auch er eine Adelsbestätigung (rittermäßiger Adelsstand), verbunden mit weiteren Privilegien.
Nach 1612 wurden die Fugger vom Reh dann nur noch durch die Nachkommen des Matthäus repräsentiert, alle anderen Linien der Familie waren inzwischen erloschen. Sebastian Fugger stand in Breslau und Neiße als Kaufmann und Kämmerer in den Diensten der Fugger von der Lilie, sein Sohn Andreas und sein Enkel Georg Raymund kamen als Grubenbesitzer in Schlesien noch zu gewissem Wohlstand, ehe Georg Raymund Ende des 16. Jahrhunderts bankrott machte und die Familie in die (geschichtliche) Bedeutungslosigkeit versank.

### Sebastian Fugger
Sebastian Fugger war der erstgeborene Sohn des Matthäus Fugger. Er wurde 1470/72 in Augsburg geboren und ließ sich um das Jahr 1500 als Kaufmann in Breslau nieder. Er stand in den Diensten der Fugger von der Lilie und war später (1509) auch als Kämmerer in Neiße tätig. Er heiratete eine Frau aus Breslau und hatte mehrere Kinder mit ihr. Sebastian verstarb in Breslau.

### Andreas Wilhelm Hieronimus Fugger
Dieser Sohn des Sebastian machte eine erstaunliche Karriere. Er war Bergwerkskaufmann und Grubenbesitzer in Breslau, Oppeln und Reichenstein. 1542 heiratete er Helene Berisch aus Reichenstein, mit der er fünf Kinder hatte. Wohl aufgrund seiner geschäftlichen Erfolge und kaufmännischen Tüchtigkeit wurde Andreas Fugger im Jahre 1547 in den Reichsadelsstand erhoben und sein Wappen gebessert. Andreas lebte von 1507 bis 1573.

### Georg Wilhelm Sebastian Raymund Fugger
Georg Raymund (so sein Rufname) Fugger war ein Sohn des Andreas Wilhelm Hieronimus. Er wurde im Jahre 1547 geboren. 1581 heiratete er Ursula Maria Benedictina von Stercz aus schlesischem Uradel. Zunächst war er wie sein Vater Grubenbesitzer, scheiterte aber später mit seinen Bergbauaktivitäten und ging, wohl im Jahre 1599, bankrott. Mit diesem zweiten Bankrott (nach Lukas Fugger im Jahre 1499) innerhalb eines Jahrhunderts fielen die Fugger vom Reh endgültig in die gesellschaftliche Bedeutungslosigkeit. Noch vor seinem wirtschaftlichen Niedergang bekam er im Jahre 1594, gemeinsam mit zwei Vettern, eine Bestätigung seines rittermäßigen Adelstandes sowie die sogenannte „Rote Wachsfreiheit“, ein besonderes kaiserliches Privileg, das die Benutzung von rotem Wachs beim Siegeln gestattete. Eine weitere Adelsbestätigung erhielt er im Jahre 1623, möglicherweise bezieht sich diese aber auch auf seinen gleichnamigen Sohn. Georg Raymund hatte fünf Kinder; seine Nachkommen lebten bis zum Ende des Zweiten Weltkrieges in Schlesien.